# Oakleaf Plantation
Oakleaf Plantation est une census-designated place du comté de Clay, dans l'État de Floride, aux États-Unis,. En 2020, elle compte une population de 31 034 habitants.